# Montezumia australensis
Montezumia australensis är en stekelart som beskrevs av Perkins 1908. Montezumia australensis ingår i släktet Montezumia och familjen Eumenidae. Inga underarter finns listade i Catalogue of Life.